# لیمبیاته
لیمبیاته (به ایتالیایی: Limbiate) یک شهرستان (کومونه) در استان مونتزا و بریانتزا در ناحیه لمباردی ایتالیا است.